# 廖偉業
廖偉業（Lew Wai Yip，1992年9月19日－），生於香港，香港足球運動員，司職右後衛。

## 球會生涯
廖偉業生於香港，於2012年加盟香港甲組足球聯賽球會橫濱FC香港。2015年，廖偉業轉投香港甲組聯賽球隊葵青。2016年，廖偉業轉投香港超級聯賽升班馬球隊和富大埔。2016年10月29日，高級組銀牌8強，和富大埔於旺角大球場1,345名球迷面前迎戰南華，和富大埔有守衛廖偉業的「地標戰」，首次為和富大埔上陣的廖偉業獲正選兼擔任右後衛，直至63分鐘，廖偉業才被換出由陳俊樂入替。賽後和富大埔教練李志堅表示，新人廖偉業預期初段未必太理想，之後開始穩定，亦證明有些位置，不一定要用外援。於2017年5月3日為和富大埔奪得當屆的菁英盃冠軍。
2018–19球季，廖偉業為了得到更多出場機會，轉投港超升班馬凱景。在效力球隊的一季中，廖偉業成為球隊主力，在各項賽事中一共上陣23場，攻入1球。
2019–20球季，廖偉業跟隨凱景主教練馮凱文的步伐，重新加盟和富大埔。
2020–21球季，廖偉業加盟香港甲組足球聯賽球會東區。
2021–22球季，廖偉業再一次加盟和富大埔。

## 榮譽
和富大埔
- 香港菁英盃冠軍（2016–17季度）

## 外部連結
- 香港足球總會網頁球員註冊資料 （页面存档备份，存于）